# Małgorzata Roszkowska
Małgorzata Danuta Roszkowska (ur. 27 września 1967 w Białymstoku) – polska zawodniczka uprawiająca judo, trenerka, olimpijka z Barcelony 1992 i Atlanty 1996.
Zawodniczka startująca w wadze do 48 kg. Medalistka mistrzostw Polski:
- złota w latach 1986, 1988-1993, 1995
- srebrna w roku 1994,
- brązowa w roku 1987.

Brązowa medalistka mistrzostw świata w Tokio (1995) w wadze 48 kg. 
Uczestniczka mistrzostw świata Barcelonie (1991) podczas których zajęła 5. miejsce.
Brązowa medalistka mistrzostw Europy w Helsinkach (1989) w wadze 48 kg. 
Akademicka mistrzyni świata z roku 1994.
Na igrzyskach w Barcelonie wystartowała w wadze muszej odpadając w eliminacjach (została sklasyfikowana na 16. miejscu).
Na igrzyskach w 1996 roku w Atlancie wystartowała w wadze muszej zajmując 7. miejsce.
Po zakończeniu kariery sportowej podjęła pracę trenera.
Posiada stopień 6 dan.